# Беляви (Гнезненський повіт)
Беляви (пол. Bielawy) — село в Польщі, у гміні Клецько Гнезненського повіту Великопольського воєводства.
Населення — 120 осіб (2011).
У 1975-1998 роках село належало до Познанського воєводства.

## Демографія
Демографічна структура станом на 31 березня 2011 року:
|          | Загалом | Допрацездатний вік | Працездатний вік | Постпрацездатний вік |
| -------- | ------- | ------------------ | ---------------- | -------------------- |
| Чоловіки | 56      | 8                  | 44               | 4                    |
| Жінки    | 64      | 18                 | 36               | 10                   |
| Разом    | 120     | 26                 | 80               | 14                   |